# Farbus
Farbus est une commune française située dans le département du Pas-de-Calais en région Hauts-de-France. Ses habitants sont appelés les Farbusiens.
La commune fait partie de la communauté urbaine d'Arras qui regroupe 46 communes et compte 109 776 habitants en 2021.

## Géographie

### Localisation
Localisée dans le sud-est du département du Pas-de-Calais au pied des collines de l'Artois, Farbus est une commune située, à vol d'oiseau, à 8 km au nord de la commune d’Arras (chef-lieu d'arrondissement et préfecture du Pas-de-Calais).
Le territoire de la commune est limitrophe de ceux de quatre communes.
Les communes limitrophes sont  Bailleul-Sir-Berthoult, Thélus, Vimy et Willerval.

### Géologie et relief
La superficie de la commune est de 3,49 km2 ; son altitude varie de 61  à   139 m.

### Hydrographie
La commune est située dans le bassin Artois-Picardie. Elle n'est drainée par aucun cours d'eau,.

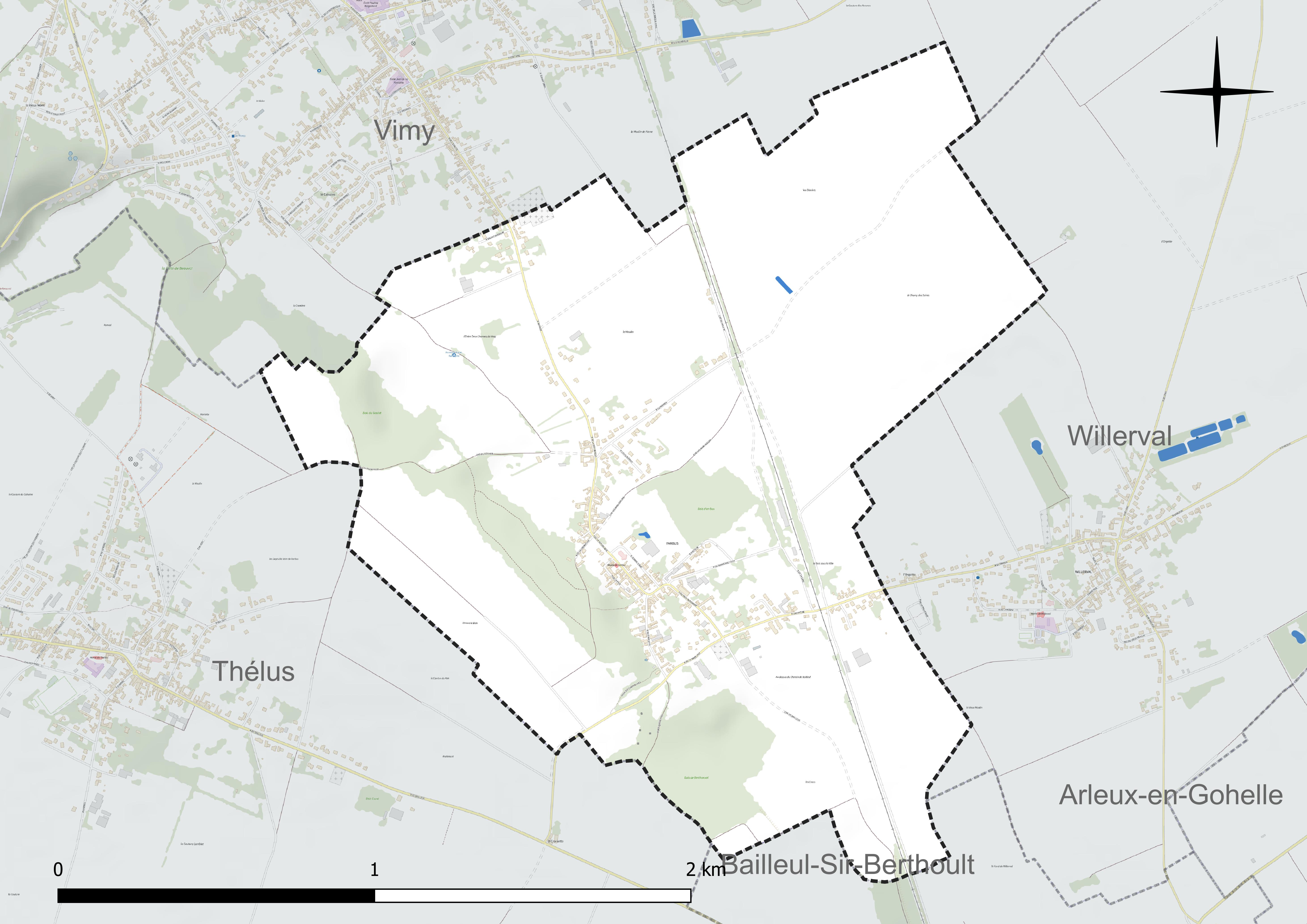
Réseau hydrographique de Farbus.

### Climat
Pour des articles plus généraux, voir Climat des Hauts-de-France et Climat du Pas-de-Calais.
En 2010, le climat de la commune est de type climat océanique dégradé des plaines du Centre et du Nord, selon une étude du CNRS s'appuyant sur une série de données couvrant la période 1971-2000. En 2020, Météo-France publie une typologie des climats de la France métropolitaine dans laquelle la commune est exposée à un climat océanique et est dans la région climatique Nord-est du bassin Parisien, caractérisée par un ensoleillement médiocre, une pluviométrie moyenne régulièrement répartie au cours de l'année et un hiver froid (3 °C).
Pour la période 1971-2000, la température annuelle moyenne est de 10,2 °C, avec une amplitude thermique annuelle de 14,5 °C. Le cumul annuel moyen de précipitations est de 728 mm, avec 12,5 jours de précipitations en janvier et 8,9 jours en juillet. Pour la période 1991-2020, la température moyenne annuelle observée sur la station météorologique la plus proche, située sur la commune de Wancourt à 13 km à vol d'oiseau, est de 10,8 °C et le cumul annuel moyen de précipitations est de 711,4 mm,. Pour l'avenir, les paramètres climatiques de la commune estimés pour 2050 selon différents scénarios d'émission de gaz à effet de serre sont consultables sur un site dédié publié par Météo-France en novembre 2022.

### Milieux naturels et biodiversité

#### Zone naturelle d'intérêt écologique, faunistique et floristique
L'inventaire des zones naturelles d'intérêt écologique, faunistique et floristique (ZNIEFF) a pour objectif de réaliser une couverture des zones les plus intéressantes sur le plan écologique, essentiellement dans la perspective d'améliorer la connaissance du patrimoine naturel national et de fournir aux différents décideurs un outil d'aide à la prise en compte de l'environnement dans l'aménagement du territoire.
Le territoire communal comprend une ZNIEFF de type 1 : la forêt domaniale de Vimy, le coteau boisé de Farbus et le bois de l'Abîme. Ce site présente de nombreux boisements et des points de vue sur la plaine de la Gohelle et le bassin minier. Plusieurs vestiges de la Première Guerre mondiale, comme les trous de bombes et les tranchées, sont encore visibles.

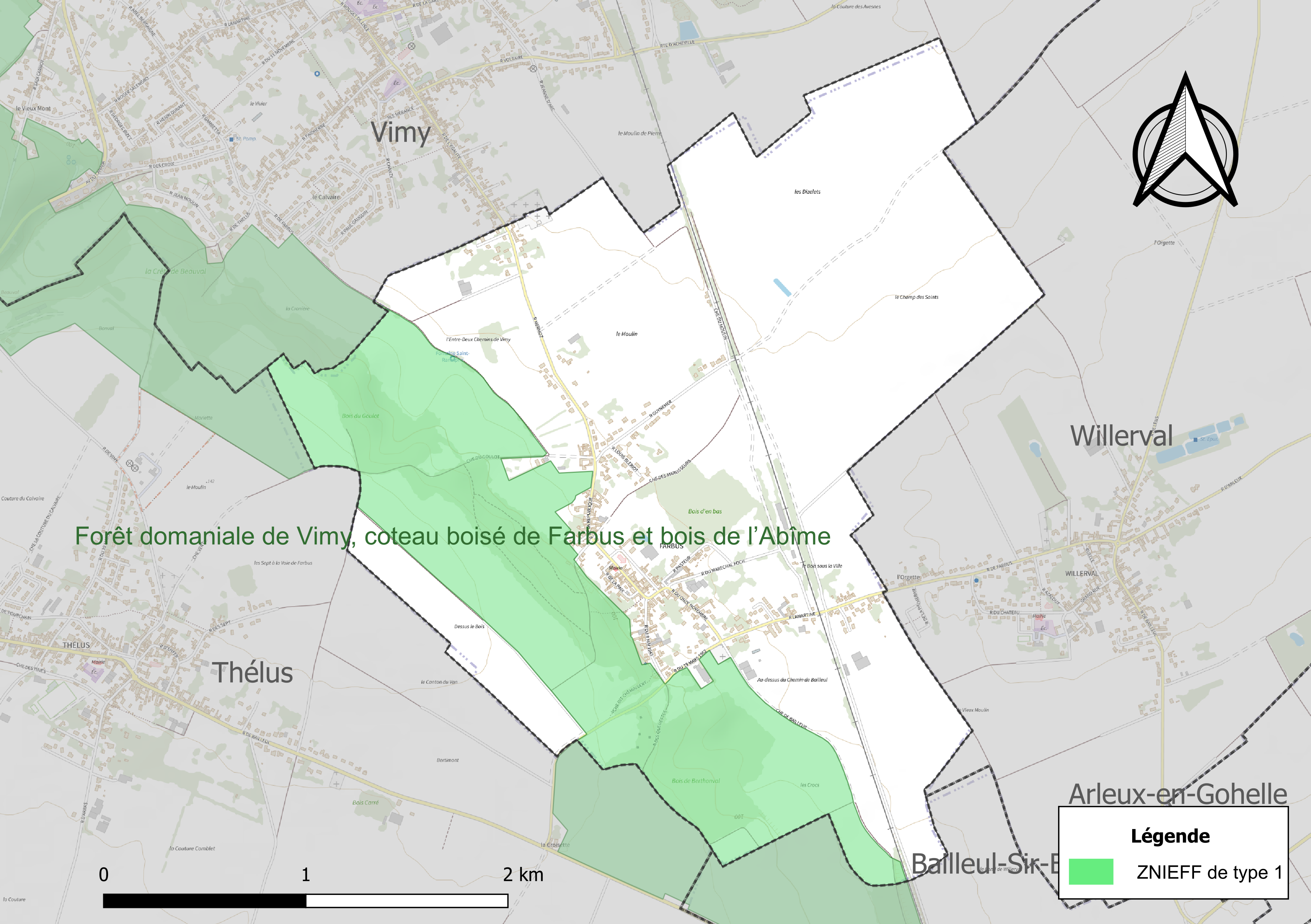
Carte de la ZNIEFF sur la commune.

## Urbanisme

### Typologie
Au 1er janvier 2024, Farbus est catégorisée ceinture urbaine, selon la nouvelle grille communale de densité à sept niveaux définie par l'Insee en 2022.
Elle est située hors unité urbaine. Par ailleurs la commune fait partie de l'aire d'attraction de Lens - Liévin, dont elle est une commune de la couronne,. Cette aire, qui regroupe 50 communes, est catégorisée dans les aires de 200 000 à moins de 700 000 habitants,.

### Occupation des sols
L'occupation des sols de la commune, telle qu'elle ressort de la base de données européenne d'occupation biophysique des sols Corine Land Cover (CLC), est marquée par l'importance des territoires agricoles (78,4 % en 2018), en diminution par rapport à 1990 (79,5 %). La répartition détaillée en 2018 est la suivante : 
terres arables (70,7 %), zones urbanisées (11 %), forêts (10,6 %), prairies (7,7 %). L'évolution de l'occupation des sols de la commune et de ses infrastructures peut être observée sur les différentes représentations cartographiques du territoire : la carte de Cassini (XVIIIe siècle), la carte d'état-major (1820-1866) et les cartes ou photos aériennes de l'IGN pour la période actuelle (1950 à aujourd'hui).

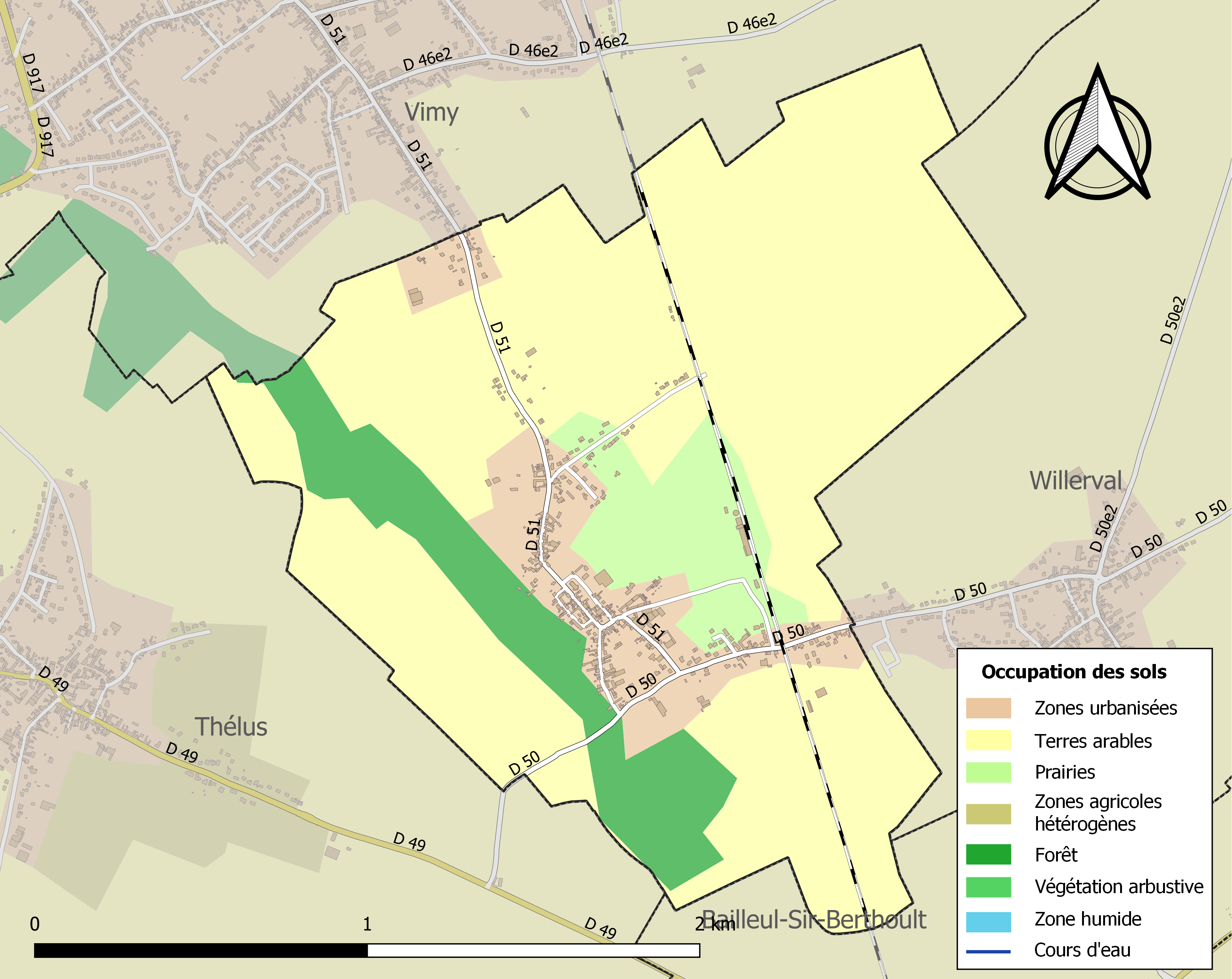
Carte des infrastructures et de l'occupation des sols de la commune en 2018 (CLC).

### Voies de communication et transports

#### Voies de communication
La commune est desservie par les routes départementales D 50 et D 51 et est située à 6 km, à l'ouest, de la sortie no 7 de l'autoroute A 26, aussi appelé autoroute des Anglais, reliant Calais à Troyes.

#### Transports
La commune dispose d'une gare, la gare de Farbus, située sur la ligne d'Arras à Dunkerque-Locale, desservie par des trains TER Hauts-de-France.

## Toponymie

### Attestations anciennes
Le nom de la localité est attesté sous les formes Farbu en 1098 ; Farbus en 1244, Farbus depuis 1793 et 1801.

### Étymologie
La terminaison bus est celle de lambus Emilieri Boscus. Le radical est Faro ou son féminin Fara (sainte Fare). Nous rencontrons dans Le Mire-testament de sainte Aldegonde, abbesse de Maubeuge Faresbus. D'autres sources nous attestent les formes Faresbus en 646, Farbus en 1104 qui serait issu du latin buscus (bois) et d'un ancien nom d'homme ou de femme plutôt germanique : Fara, celui ou celle qui se déplace (faran > fahren en allemand, varen en néerlandais,,). Il serait donc hasardeux de se prononcer sur l'une ou l'autre solution ; l'étymologie restera douteuse.

## Histoire

### Première Guerre mondiale
La commune est décorée de la croix de guerre 1914-1918 par décret du 23 septembre 1920, distinction également attribuée à 276 autres communes du Pas-de-Calais.

## Politique et administration

### Découpage territorial
La commune se trouve dans l'arrondissement d'Arras du département du Pas-de-Calais, depuis 1801.

#### Commune et intercommunalités
La commune est membre de la communauté urbaine d'Arras.

#### Circonscriptions administratives
La commune est rattachée au canton d'Arras-2. Avant le redécoupage cantonal de 2014, elle était, depuis 1801, rattachée au canton de Vimy.

#### Circonscriptions électorales
Pour l'élection des députés, la commune fait partie de la deuxième circonscription du Pas-de-Calais.

### Élections municipales et communautaires

#### Liste des maires
| Période                                  | Période                  | Identité               | Étiquette | Qualité |
| ---------------------------------------- | ------------------------ | ---------------------- | --------- | ------- |
|                                          | 1880                     | Dominique Lefebvre     |           |         |
| 1880                                     | 1884                     | Jacques Félix Deligny  |           |         |
| 1884                                     | 1888                     | Pierre Joseph Lefebvre |           |         |
| 1888                                     | 1896                     | Jacques Félix Deligny  |           |         |
| 1896                                     | 1908                     | Pierre Joseph Lefebvre |           |         |
| 1908                                     | 1910                     | Léon Lefebvre          |           |         |
| 1910                                     | 1917                     | Philippe de Boiry      |           |         |
| Les données manquantes sont à compléter. |                          |                        |           |         |
| 1995                                     | 2020                     | Jean-François Dépret   | DVD       |         |
| 2020                                     | En cours (au 16/01/2021) | Philippe Canler        |           | ,       |

### Jumelages
La commune est jumelée avec :
| Ville | Ville      | Pays | Pays      | Période     |
| ----- | ---------- | ---- | --------- | ----------- |
|       | Maihingen, |      | Allemagne | depuis 1988 |

## Équipements et services publics

### Justice, sécurité, secours et défense
La commune dépend du tribunal judiciaire d'Arras, du conseil de prud'hommes d'Arras, de la cour d'appel de Douai, du tribunal de commerce d'Arras, du tribunal administratif de Lille, de la cour administrative d'appel de Douai, du pôle nationalité du tribunal judiciaire d'Arras et du tribunal pour enfants d'Arras.

## Population et société

### Démographie
Les habitants de la commune sont appelés les Farbusiens.

#### Évolution démographique
L'évolution du nombre d'habitants est connue à travers les recensements de la population effectués dans la commune depuis 1793. Pour les communes de moins de 10 000 habitants, une enquête de recensement portant sur toute la population est réalisée tous les cinq ans, les populations de référence des années intermédiaires étant quant à elles estimées par interpolation ou extrapolation. Pour la commune, le premier recensement exhaustif entrant dans le cadre du nouveau dispositif a été réalisé en 2006.

En 2022, la commune comptait 631 habitants, en évolution de +13,9 % par rapport à 2016 (Pas-de-Calais : −0,72 %, France hors Mayotte : +2,11 %).
| 1793 | 1800 | 1806 | 1821 | 1831 | 1836 | 1841 | 1846 | 1851 |
| ---- | ---- | ---- | ---- | ---- | ---- | ---- | ---- | ---- |
| 257  | 271  | 253  | 312  | 309  | 308  | 322  | 326  | 335  |

| 1856 | 1861 | 1866 | 1872 | 1876 | 1881 | 1886 | 1891 | 1896 |
| ---- | ---- | ---- | ---- | ---- | ---- | ---- | ---- | ---- |
| 345  | 345  | 368  | 347  | 358  | 399  | 426  | 431  | 447  |

| 1901 | 1906 | 1911 | 1921 | 1926 | 1931 | 1936 | 1946 | 1954 |
| ---- | ---- | ---- | ---- | ---- | ---- | ---- | ---- | ---- |
| 464  | 520  | 535  | 383  | 484  | 501  | 455  | 461  | 451  |

| 1962 | 1968 | 1975 | 1982 | 1990 | 1999 | 2006 | 2011 | 2016 |
| ---- | ---- | ---- | ---- | ---- | ---- | ---- | ---- | ---- |
| 436  | 430  | 473  | 460  | 529  | 532  | 536  | 538  | 554  |

| 2021 | 2022 | - | - | - | - | - | - | - |
| ---- | ---- | - | - | - | - | - | - | - |
| 617  | 631  | - | - | - | - | - | - | - |

#### Pyramide des âges
En 2018, le taux de personnes d'un âge inférieur à 30 ans s'élève à 27,4 %, soit en dessous de la moyenne départementale (36,7 %). À l'inverse, le taux de personnes d'âge supérieur à 60 ans est de 29,1 % la même année, alors qu'il est de 24,9 % au niveau départemental.
En 2018, la commune comptait 288 hommes pour 289 femmes, soit un taux de 50,09 % de femmes, légèrement inférieur au taux départemental (51,5 %).
Les pyramides des âges de la commune et du département s'établissent comme suit.
| Hommes | Classe d’âge | Femmes |
| ------ | ------------ | ------ |
| 0,4    | 90 ou +      | 3,0    |
| 5,6    | 75-89 ans    | 10,8   |
| 18,8   | 60-74 ans    | 19,6   |
| 26,2   | 45-59 ans    | 25,8   |
| 18,9   | 30-44 ans    | 16,2   |
| 11,1   | 15-29 ans    | 9,2    |
| 19,1   | 0-14 ans     | 15,4   |

| Hommes | Classe d’âge | Femmes |
| ------ | ------------ | ------ |
| 0,5    | 90 ou +      | 1,6    |
| 5,6    | 75-89 ans    | 8,9    |
| 16,7   | 60-74 ans    | 18,1   |
| 20,2   | 45-59 ans    | 19,2   |
| 18,9   | 30-44 ans    | 18,1   |
| 18,2   | 15-29 ans    | 16,2   |
| 19,9   | 0-14 ans     | 17,9   |

## Culture locale et patrimoine

### Lieux et monuments
- L'église Saint-Ranulphe :
  - les fonts baptismaux en grès d'Artois du XVIe siècle, inscrit au titre d'objet des monuments historiques[34] ;
  - la pierre tombale d'Antoine de la Derrière, curé du village mort le 2 mai 1734inscrit au titre d'objet des monuments historiques[35] ;
  - la pierre du maître autel est également très ancienne. Elle a été retrouvée dans les décombres de l'église détruite au cours de la Première Guerre mondiale, par l'abbé Delebarre, alors curé du village ;
  - Le monument aux morts à l'intérieur de l'église représentant l'entrée d'une casemate. Un poilu garde l'entrée. Au-dessus de la grille d'entrée, le casque de poilu est celui de l'abbé Delebarre combattant de la Grande Guerre. Le monument unique dans le Nord de la France est dominé d'une descente de croix grandeur nature.
- Le monument aux morts[36].
- La gare de Farbus.

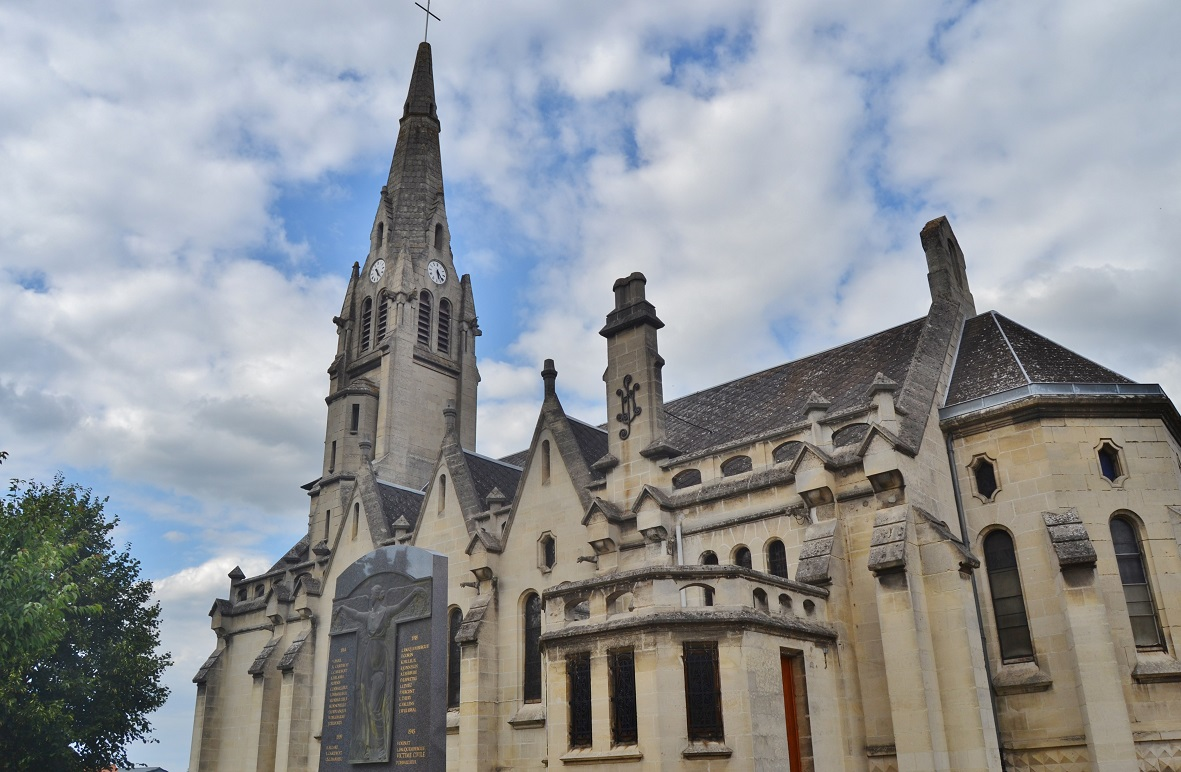
L'église.
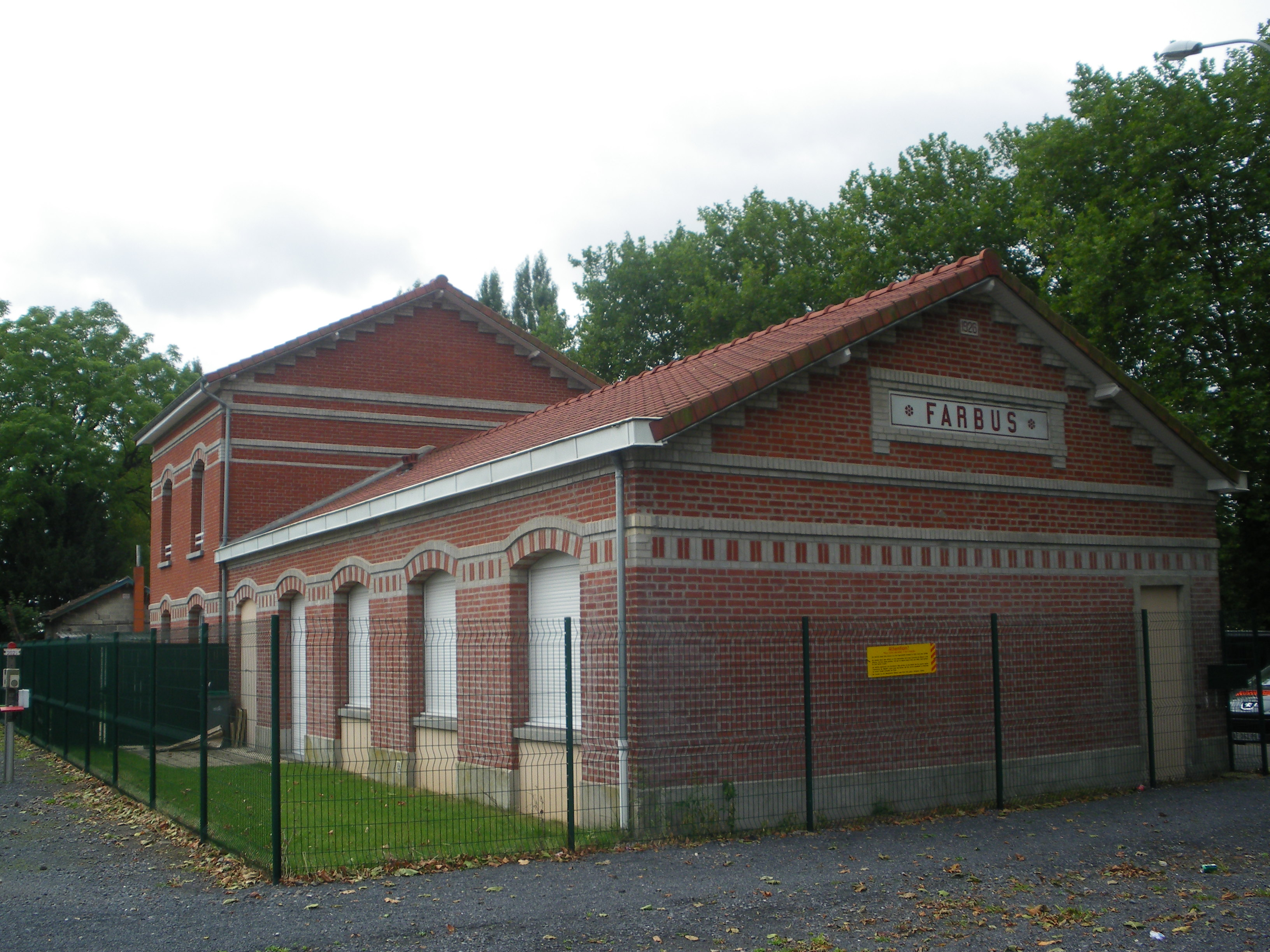
La gare.

### Héraldique
| Blason de Farbus | Blason  | Parti : au 1er d'hermine, au chef de gueules, au 2d coupé au I d'argent à une feuille d'érable de gueules, au II de sinople à un bâton de pèlerin d'or posé en barre. Ornements extérieursCroix de guerre 1914-1918 DeviseFarbus toujours digne et vaillant     |
| Blason de Farbus | Détails | Blason conçu par René Jacques et dessiné par Bertrand Visse composé des armes des châtelains d'Achicourt, d'une feuille d'érable en souvenir des Canadiens qui libérèrent Vimy le 9 avril 1917 et du bâton de pèlerin de saint Ranulphe. Adopté le 2 mars 1984. |

## Pour approfondir